# Guatteria hirsuta
Guatteria hirsuta Ruiz & Pav. – gatunek rośliny z rodziny flaszowcowatych (Annonaceae Juss.). Występuje naturalnie w Wenezueli, Kolumbii, Ekwadorze, Peru, Boliwii oraz Brazylii. 

## Morfologia
PokrójZimozielony krzew o owłosionych gałęziach.
LiścieMają kształt od podłużnie lancetowatego do lancetowatego. Mierzą 10–15 cm długości oraz 3–4 szerokości. Nasada liścia zbiega po ogonku. Liść na brzegu jest całobrzegi. Wierzchołek jest spiczasty. Ogonek liściowy jest owłosiony i dorasta do 3–5 mm długości.
KwiatySą pojedyncze lub zebrane w parach. Rozwijają się w kątach pędów. Działki kielicha mają owalny kształt.
OwocePojedyncze. Osiągają 9–12 mm długości.